# Peter Maxwell Davies

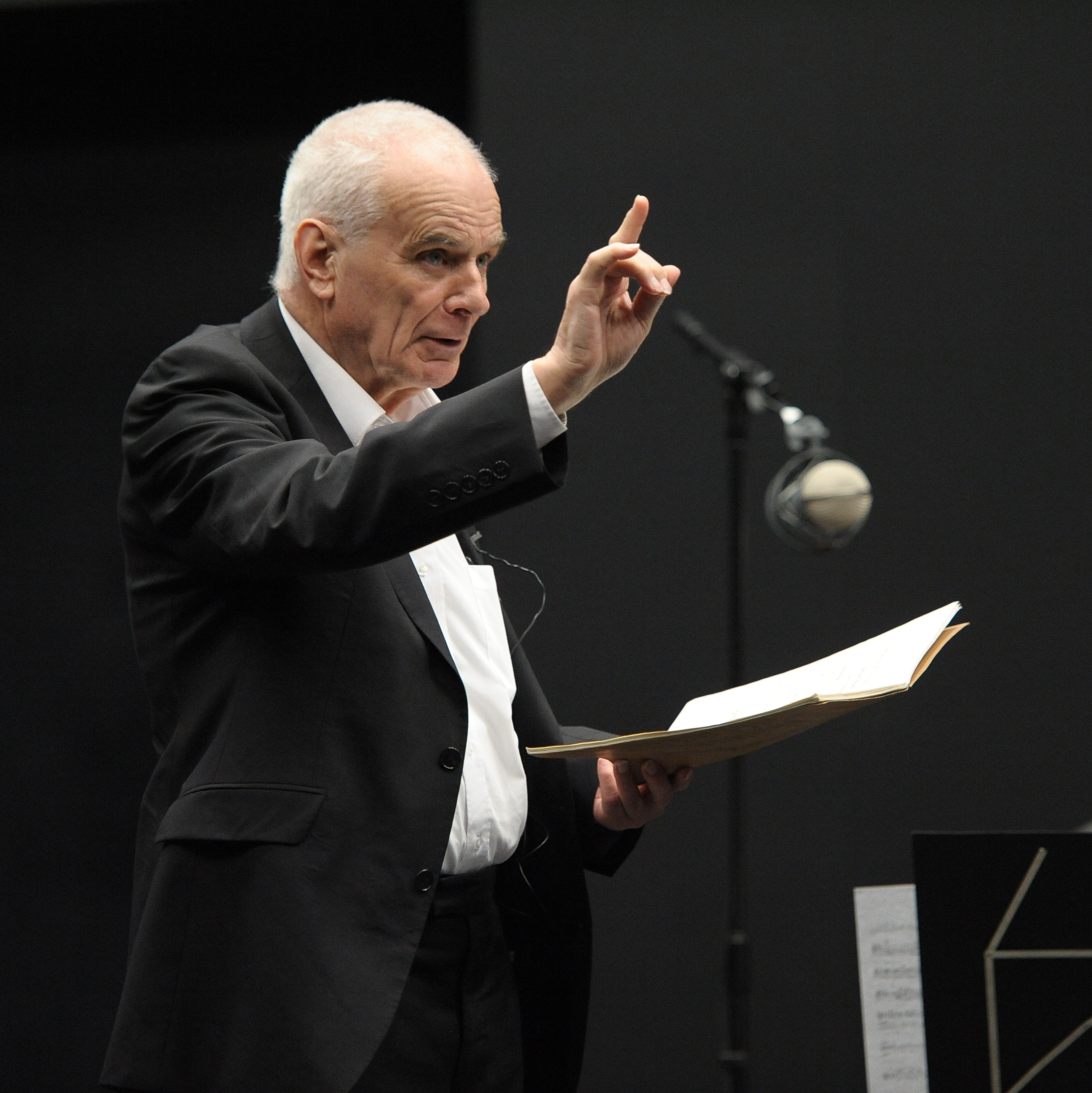
Sir Peter Maxwell Davies (2012)

Peter Maxwell Davies (Salford, Greater Manchester, 8 september 1934 – Hoy, Orkney-eilanden, 14 maart 2016) was een Engelse componist en dirigent.

## Biografie
Maxwell Davies begon toen hij 8 was met pianolessen. Daarnaast leerde hij zichzelf componeren, deels door boeken, deels door alle muziek die hij te pakken kreeg grondig te analyseren. Op jonge leeftijd was hij al bekend met een groot deel van het repertoire voor piano, kamer- en orkestmuziek. Dit heeft altijd grote invloed gehad op zijn eigen composities.
Na zijn studie aan de Leigh Boys Grammar School, waar hij zichzelf verder specialiseerde in muziek, ging Davies verder studeren aan de Universiteit van Manchester en de Royal Manchester College of Music. In deze tijd vormde hij samen met Alexander Goehr, Harrison Birtwistle, John Ogdon en Elgar Howarth de New Music Manchester Group. Deze groep studenten was erg geïnteresseerd in de werken van Stravinsky, Schönberg, Berg en Webern en vele andere componisten uit Europa. Davies schreef zijn eerste werken voor leden uit deze groep, namelijk zijn Trompet Sonata (1955) voor Howarth en de Vijf kleine stukken voor piano (1956) voor Ogdon.
In 1956 Davies begon voor het eerst aan het libretto voor de opera Taverner. In 1957 werd hem een beurs aangeboden door de Italiaanse overheid om in Rome bij Goffredo Petrassi te studeren. Ondertussen kreeg Davies steeds meer bekendheid als componist. Werken van hem werden op verschillende festivals voor nieuwe muziek uitgevoerd. In 1959 kreeg hij een aanstelling als muzikaal directeur aan de Cirencester Grammar School. Naar eigen zeggen nam hij deze baan alleen om brood op de plank te krijgen, maar zo kreeg hij wel grote invloed op het muziekonderwijs in Engeland.
In 1962 verliet hij Cirencester en kreeg hij een Harkness-beurs. Dit maakte het mogelijk dat Davies verder kon studeren aan de Princeton Universiteit bij Earl Kim, Roger Sessions en Milton Babbit. Daarnaast had hij de tijd om zich volledig op het componeren te concentreren. Hij ging verder met zijn opera Taverner. In 1964, toen Davies terugkeerde naar Engeland, werd hij beschouwd als een koploper van de nieuwe generatie Engelse componisten. In 1966 was Davies huiscomponist en leraar van de Universiteit van Adelaide, Australië.
In 1967 vormden Harrison Birtwistle en Davies samen de groep The Pierrot Players (De Pierrot Spelers), die bezetting en repertoire baseerde op Schönbergs Pierrot Lunaire. In 1968 ging de opera Taverner in première bij deze groep. De titel en de muziek verwijzen naar de renaissancemuziek van de componist John Taverner, maar vooral de rol die religie in het libretto speelde zorgde voor ophef onder het publiek. Doordat Davies en Birtwistle verschillende artistieke visies hadden, gingen de Pierrot Players in 1970 uit elkaar, om onder alleen Davies' leiding direct opnieuw te beginnen onder de naam Fires of London (Branden van Londen). Sindsdien heeft Davies vele composities voor dit ensemble geschreven.
In 1974 vestigde Davies zich definitief in Rackwick op Hoy, een van de Orkney-eilanden. Deze plek beïnvloedde zijn muziek zeer. De natuur en de kalmte maakten grote indruk op hem, maar ook de cultuur en tradities. In 1977 richtte Davies het St. Magnus Festival op, waar hij veel nieuwe werken presenteerde, zowel van hemzelf als van andere musici. Tijdens deze periode raakte ook de buitenwereld steeds meer in hem geïnteresseerd. Hij kreeg meerdere belangrijke opdrachten voor composities en ook zijn oudere werken kregen meer bekendheid.
In 1979 werd Davies artistiek directeur aan de Dartington Summer School, waar hij toen al geruime tijd lesgaf. In 1980 richtte hij op Hoy een zomercursus op voor jonge componisten. In 1985 werd hij 'composer in residence' van het Scottish Chamber Orchestra, waarvoor hij de tien Strathclyde-concerten (1987-1998) schreef. Later accepteerde hij een positie als componist-dirigent van het BBC Philharmonic en het Royal Philharmonic Orchestra.
In 1996 richtte hij de site 'MaxOpus' op, een van de eerste sites waarop klassieke muziek kon worden gedownload. In 2002 kreeg hij de opdracht van het platenlabel Naxos om tien strijkkwartetten te schrijven, de Naxos-kwartetten.
In 1981 werd Davies onderscheiden met de benoeming tot Commandeur in de Orde van het Britse Rijk. In 1987 werd hij geridderd en van toen af mocht hij 'Sir' genoemd worden. In 1997 werd hij directeur van The Society for the Promotion of New Music (De maatschappij voor de promotie van nieuwe muziek). In 2004 werd hij voor 10 jaar aangesteld als Master of the Queen’s Music. Daarnaast had hij meerdere eredoctoraten van verschillende universiteiten.

## Muziek
De muziek van Peter Maxwell Davies is zeer divers. Hij heeft voor veel verschillende instrumenten geschreven, maar ook in veel verschillende genres. Zo heeft hij onder andere meerdere symfonieën en soloconcerten geschreven, maar ook opera’s, ballet, filmmuziek, koorwerken en kamermuziek. Davies heeft stukken geschreven voor grote symfonieorkesten, maar ook voor kleinere ensembles en soloinstrumenten.
De muziek van Davies is sterk beïnvloed door Alban Berg, Béla Bartók, Anton Webern en Arnold Schönberg, maar ook door Beethoven, Mozart en Schubert. Davies heeft vaak deelgenomen aan de Darmstädter Ferienkurse, een zomercursus voor nieuwe muziek in de Duitse stad Darmstadt. De muziek waarmee hij daar in contact kwam, had ook grote invloed op zijn composities.

### 1950-1960
Zijn eerste werken (de Trompet Sonata en de Vijf kleine stukken voor piano) werden niet goed ontvangen in Engeland. Dit land had rond 1955 niet veel met ‘nieuwe muziek’. Het publiek was meer gecharmeerd van de muziek van Ralph Vaughan Williams of Benjamin Britten. Davies reageerde tegen deze behoudzucht in zijn eerste artikel in 1956. Hierin pleitte hij voor meer nadruk op het analyseren van werken en op het aanleren van goede compositietechnieken op de Britse muziekscholen en conservatoria. Davies zegt in zijn artikel dat alleen door goede basistechnieken een componist zeker kan zijn dat zijn werk origineel is. Naar aanleiding van dit artikel en andere uitspraken werd Davies in het begin van zijn carrière als een enfant terrible van de Engelse muziek gezien.
Tijdens zijn studie met Petrassi in 1957 ontwikkelde Davies zijn eigen compositiestijl. Petrassi leerde hem een groot spectrum van stijlen, van traditioneel tot avant-garde. Onder leiding van hem maakte Davies het orkestwerk Prolation (1958) en een stuk voor een groot blaasensemble, St. Michael (1957) af. In beide composities wordt gebruikgemaakt van serialisme, een techniek die hij had geleerd bij Petrassi.
Daarnaast kreeg hij grote interesse in kerkmuziek uit de Engelse renaissance. In zijn tijd in Rome ging Davies vaak naar missen om bijvoorbeeld naar muziek van Palestrina te luisteren. Ook deze invloed is terug te horen in zijn muziek. Zo gebruikt Davies vaak gregoriaanse melodieën als basis voor zijn eigen composities. Daarnaast werd hij geïnspireerd door de muziek van Monteverdi, waardoor hij meer expressiviteit in zijn eigen werken toevoegde. Zijn werken werden ook meer geordend en hechter georganiseerd. Door bijvoorbeeld een motief of idee vaker te gebruiken binnen één werk, kregen verschillende onderdelen van dat werk meer verband met elkaar,
In de tijd dat hij les gaf op de Cirencester Grammar School, paste hij zijn composities zo aan dat ze te spelen waren voor zijn leerlingen. Zijn eerste publicaties waren te ingewikkeld. Sommige stukken die hij in die periode schreef (onder andere O Magnum Mysterium (1962) en Five Klee Pictures (1959/76), zijn nog steeds onderdeel van het repertoire voor scholen. Daarnaast arrangeerde hij veel werken van onder anderen Byrd, Tallis, Couperin en Jeremiah Clarke voor zijn leerlingen.

### 1960-1970
Toen hij in 1962 studeerde aan de Princeton Universiteit schreef hij zijn opera Taverner verder af. Deze opera gaat over het leven van John Taverner, een componist uit de Engelse Renaissance. Hij had al een aantal kleinere werken met thema’s uit de opera uitgegeven, zoals de Eerste en Tweede Fantasia on an In Nomine of John Taverner (1962 en 1964). De opera was eindelijk af in 1968, maar in 1970 ging een deel van het werk verloren door een brand in het huis van Davies, waardoor een groot deel opnieuw gecomponeerd moest worden. In 1972 ging het werk voor de tweede keer in première in Convent Garden.
In 1966, toen Davies professor was van de Adelaide Universiteit in Australië, componeerde hij The Shepherd’s Calender (1965), in opdracht van Unesco. Dit bevat veel fragmenten van verschillende werken van Monteverdi. Meer invloed van deze componist is terug te horen in The Leopardi Fragments(1962).
Bij terugkomst naar Engeland richtte hij samen met Birtwistle de groep The Pierrot Players op, waar hij zoals gezegd veel muziek voor componeerde. Het debuut van de groep was op 30 mei 1967 in de Queen Elizabeth Hall in Londen. Birtwistle was erg geïnteresseerd in muziektheater en dat enthousiasme bracht hij over op Davies. Veel werken voor deze groep hebben een groot theatraal aspect, bijvoorbeeld Eight Songs for a Mad King (1969) en Vesalli Icones (1969). Deze werken werden aan de ene kant afgewezen door een deel van het publiek, maar door een ander deel met open armen ontvangen. Davies kreeg heel andere ideeën over de groep dan Birtwistle en de twee gingen uit elkaar. Hierna heette de groep Fires of London. Davies ging door met componeren voor het ensemble, zowel solocomposities en muziektheater, als arrangementen van composities van bijvoorbeeld Purcell, Bach, Wagner en vele anderen,
In dezelfde periode als het opstarten van The Pierrot Players, componeerde Davies een aantal van zijn meest dramatische stukken. Deze composities zijn somber en donker, zoals Revelation and Fall (1966) (waarvoor Davies teksten van de dichter Georg Trakl gebruikte), Ecce Manus tradentis (1969) (dat vertelt over het verraad van Judas Iskariot) en Missa super l’homme armé (1971) (gebaseerd op de eeuwenoude melodie L'homme armé).

### 1970-1980
In 1969 maakte hij een van zijn grootste orkestwerken af, Worldes Blis (1969) (gebaseerd op een 13e-eeuwse monodie). In dit werk probeerde Davies zijn verschillende compositiestijlen met elkaar te verweven, zodat ze een geheel konden vormen. Dit lukte hem pas toen hij zich had gevestigd in Orkney in 1974. Zijn werken begonnen toen meer continuïteit en rust te tonen, Dit had ook te maken met de vriendschap met de schrijver en dichter George Mackay Brown. Davies heeft veel gedichten van Brown op muziek gezet. Hierdoor kreeg hij ook interesse in de mythes van Orkney, namelijk de verhalen over Magnus Erlendson en Storm Kolson. Vooral over St. Magnus heeft Davies meerdere composities geschreven, zoals Hymn to Saint Magnus (1972) en de opera The Martyrdom of St. Magnus (1976). Deze laatste compositie ging in première op het St. Magnus Festival, een festival dat Davies zelf had opgezet in 1977. Het festival was en is bedoeld om jonge internationale muzikanten, schrijvers en artiesten te introduceren in Orkney.
In 1976 ging Davies' eerste symfonie in première. Ondertussen was Davies een bekende componist en vele opdrachten van verschillende grote orkesten kwamen binnen. Zo schreef hij composities voor onder andere de BBC Philharmonic, het Royal Scottish National Orchestra, het Boston Symphony Orchestra, de Royal Philharmonic en het Scottish Chamber Orchestra. Van dit laatste orkest was Davies componist ‘in residence’ en speciaal voor hen schreef hij de tien Strathclyde-concerten (1987-1996). In totaal heeft Davies acht symfonieën geschreven, met invloeden van onder andere Beethoven, Mahler en Sibelius.
Naast al deze serieuze werken componeerde Davies ook voor kinderen. Voorbeelden zijn de werken The Two Fiddlers (1978), The Rainbow (1981) en Cinderella (1980). Daarnaast heeft hij ook meerdere liedercycli geschreven voor kinderkoren, zoals The Songs of Hoy (1982) en Kirkwall Shopping Songs (1979). De werken voor kinderen zijn naast serieuze composities ook lichtvoetig en humoristisch.

### 1980-nu
In de jaren tachtig werd Davies ook bekend bij het grote publiek. In 1980 schreef hij de opera The Lighthouse, een van zijn meest populaire opera’s. In 1987 maakte hij het zeer uitgebreide werk Resurrection (1987) na 20 jaar af, samen met librettist David Pountney. Het werk bevat naast een klassiek orkest ook een rockband. In 2002 begon hij met een reeks strijkkwartetten voor het Maggini String Kwartet, in samenwerking met het platenlabel Naxos (de Naxos-kwartetten). Daarnaast heeft Davies nog een aantal lichtere opera’s en miniaturen geschreven, zoals An Orkney Wedding (1984) en Lullabye for Lucy (1981). Het pianostuk Farewell to Stromness (1980) heeft in Engeland in de Classic FM Hall of Fame gestaan, en is nog steeds een van zijn populairste stukken.
Ook in de 21e eeuw was Davies nog steeds een actieve componist. In 2008 ging het koorwerk Hymn to the Spirit of Fire in première in het Liverpool Metropolitan Cathredral, opgedragen aan Paul McCartney. Samen met David Pountney schreef hij een opera voor de Julliard School in New York en de Royal Academy of Music in London, die 2011 in première ging.

## Politiek
Peter Davies Maxwell was ook een milieuactivist. Toen de Engelse overheid plannen had om uranium te gaan delven in Orkney, schreef hij als protest de compositie The Yellow Cake Review (1980). Het werk is een reeks cabaretliederen en recitatieven, die zowel door een man als een vrouw gezongen kunnen worden. De 'Yellow Cake' verwijst naar de populaire naam van uranium. In de compositie zit ook het pianostuk Farewell to Stromness.
- Bibsys: 90227734
- Biblioteca Nacional de España: XX1178750
- Bibliothèque nationale de France: cb14789354h (data)
- CiNii: DA08189705
- Gemeinsame Normdatei: 118679031
- International Standard Name Identifier: 0000 0001 2027 3020
- Library of Congress Control Number: n80040337
- Nationale Bibliotheek van Letland: 000066621
- MusicBrainz: db16dadb-0024-4758-b35e-111ca52c53ea
- Bibliotheek van het Japanse parlement: 01064323
- Nationale Bibliotheek van Tsjechië: jn20000601281
- Nationale bibliotheek van Australië: 36172558
- Nationale Bibliotheek van Israël: 987007260263705171
- Nationale Bibliotheek van Polen: a0000001882964
- Nederlandse Thesaurus van Auteursnamen: 069485488
- Réseau des bibliothèques de Suisse occidentale: 02-A000047229
- Istituto Centrale per il Catalogo Unico: TO0V075511
- LIBRIS: 206773
- SNAC: w6wd4569
- Système universitaire de documentation: 080006612
- Trove: 1223808
- Virtual International Authority File: 64271053
- WorldCat: E39PBJmpc78yhRd43Fj8vV97HC